# 莲花大学

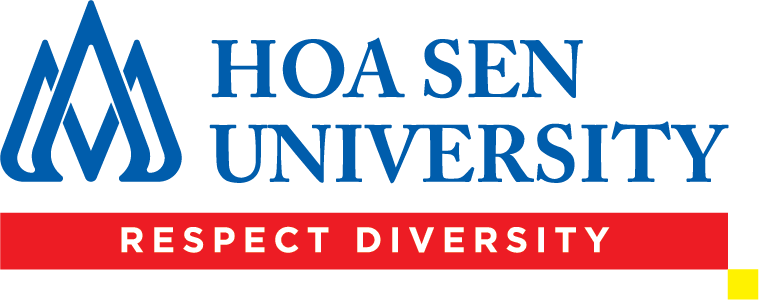

蓮花大學是位于越南胡志明市的一家私立大学。2021年，该校获得Quacquarelli Symonds评为四星级的大学。

## 外部連結
- Hoa Sen University official site（越南文）（英文）（法文）